# Alberto Dainese
Alberto Dainese   (Abano Terme, 25 de març de 1998) és un ciclista italià, professional des del 2020. Actualment corre a l'equip Tudor Pro Cycling Team.
En el seu palmarès destaquen dues victòries d'etapa al Giro d'Itàlia, la primera el 2022 i la segona el 2023, així com una etapa a la Volta a Espanya de 2023.

## Palmarès
- 2016
  - Vencedor d'una etapa al Giro de Basilicata
- 2018
  - 1r a la Florència-Empoli
  - 1r al Memorial Vincenzo Mantovani
  - 1r al Trofeu Ciutat de San Vendemiano
  - 1r al Trofeu Antonietto Rancilio
  - 1r a la Medaglia d'Oro Fiera di Sommacampagna
  - 1r al Gran Premi Eugeen Roggeman
  - 1r a la Ronda van Midden-Brabant
  - Vencedor d'una etapa al Girobio
  - Vencedor d'una etapa al Giro del Friül-Venècia Júlia
- 2019
  -  Campió d'Europa en ruta sub-23
  - 1r a l'Entre Brenne et Montmorillonnais
  - Vencedor d'una etapa al Tour de Normandia
  - Vencedor de 3 etapes al Tour de Bretanya
  - Vencedor d'una etapa al Czech Cycling Tour
- 2020
  - Vencedor d'una etapa al Herald Sun Tour
- 2022
  - Vencedor d'una etapa al Giro d'Itàlia
- 2023
  - Vencedor d'una etapa al Giro d'Itàlia
  - Vencedor d'una etapa a l'Arctic Race of Norway
  - Vencedor d'una etapa a la Volta a Espanya
- 2024
  - Vencedor d'una etapa a la Région Pays de la Loire Tour

### Resultats a la Volta a Espanya
- 2021. 129è de la classificació general
- 2023. 144è de la classificació general. Vencedor d'una etapa

### Resultats al Giro d'Itàlia
- 2022. 122è de la classificació general. Vencedor d'una etapa
- 2023. 124è de la classificació general. Vencedor d'una etapa

### Resultats al Tour de França
- 2022. 100è de la classificació general